# Embajada de España en Jamaica
La Embajada de España en Jamaica es la máxima representación legal del Reino de España en Jamaica. También está acreditada desde 1978 en Bahamas, Dominica en 1986, la Federación de San Cristóbal y Nieves en 1987 y Antigua y Barbuda  (1989). 

## Embajador
El actual embajador es Diego Bermejo Romero de Terreros, quien fue nombrado por el gobierno de Pedro Sánchez el 2 de diciembre de 2020.

## Misión diplomática
El Reino de España posee una representación diplomática en el país, ubicada en la capital, Kingston. Esta fue creada con carácter no residente en 1967, y después con carácter residente en 1977. Además, España posee consulados honorarios en Montego Bay (Jamaica), y en los estados de su demarcación de Bahamas, Dominica y San Cristóbal y Nieves.

## Historia
España inició relaciones diplomáticas con Jamaica en 1967, pero los asuntos dependían de la embajada española en Haití. Esta situación se prolongó en el tiempo hasta 1977 cuando se creó la misión diplomática residente. 

## Demarcación
La embajada española de Jamaica está acreditada en las países insulares del área caribeña:
- Mancomunidad de las Bahamas: las relaciones diplomáticas se iniciaron en 1976 aunque la embajada con carácter no residente fue creada en 1978. Desde ese momento hasta la actualidad las relaciones dependen de la Embajada española en Kingston.

- Mancomunidad de Dominica: las Relaciones entre España y Dominica se iniciaron en 1986 con el nombramiento del primer embajador no residente dependiente de la embajada española en Kingston, desde entonces sigue perteneciendo a esta demarcación.

- Federación de San Cristóbal y Nieves: las relaciones diplomáticas entre ambos estados se remontan a 1987, cinco años después de la independencia del país del Reino Unido. Desde entonces la Embajada española en Jamaica incluye al país caribeño en su demarcación.

- Antigua y Barbuda: la isla caribeña alcanzó su independencia en 1981, pero no fue hasta 1988 cuando España estableció relaciones diplomáticas con este país insular. Hasta la actualidad, los asuntos diplomáticos están incluidos en la demarcación de la Embajada española en Jamaica.

En el pasado la demarcación de esta embajada era bastante amplia, incluyendo a varios países de su entorno:
- Barbados: en 1986 se establecieron relaciones diplomáticas con Barbados adscrito, como muchas islas caribeñas, a la Embajada española en Jamaica. Finalmente, en 2007 junto con San Vicente y Granadinas, Granada y Guyana fueron asociados a la embajada española en Trinidad y Tobago para formar la demarcación.

- Granada: la isla caribeña de Granada fue adscrita en 1986 a la demarcación de Jamaica con el nombramiento del primer embajador no residente acreditado ante las autoridades de Granada. Finalmente en 2007 las relaciones diplomáticas quedaron dentro de la demarcación de Puerto España.

- República Cooperativa de Guyana: las relaciones diplomáticas se iniciaron en 1986 con el nombramiento de un embajador residente en Kingston (Jamaica) hasta que en 1988 pasaron a depender de la Embajada española en Caracas. En 2007 el país sudamericano pasó a depender de la Embajada española en Puerto España.

- Santa Lucía: en 1987 el gobierno español estableció relaciones diplomáticas con el nombramiento del embajador no residente con sede en Jamaica. En 2011 el país caribeño fue incluido en la demarcación de Trinidad y Tobago.

- San Vicente y las Granadinas: las relaciones entre ambos países arrancan en 1987 con embajadores no residentes con sede en Kingston. En 2007 el país insular fue asignado a la Embajada española en Puerto España.